# Citroën Nemo
Citroen Nemo – samochód osobowo-dostawczy klasy aut miejskich  produkowany przez francuską markę Citroen razem z Peugeotem i Fiatem w latach 2007 - 2017.

## Opis modelu

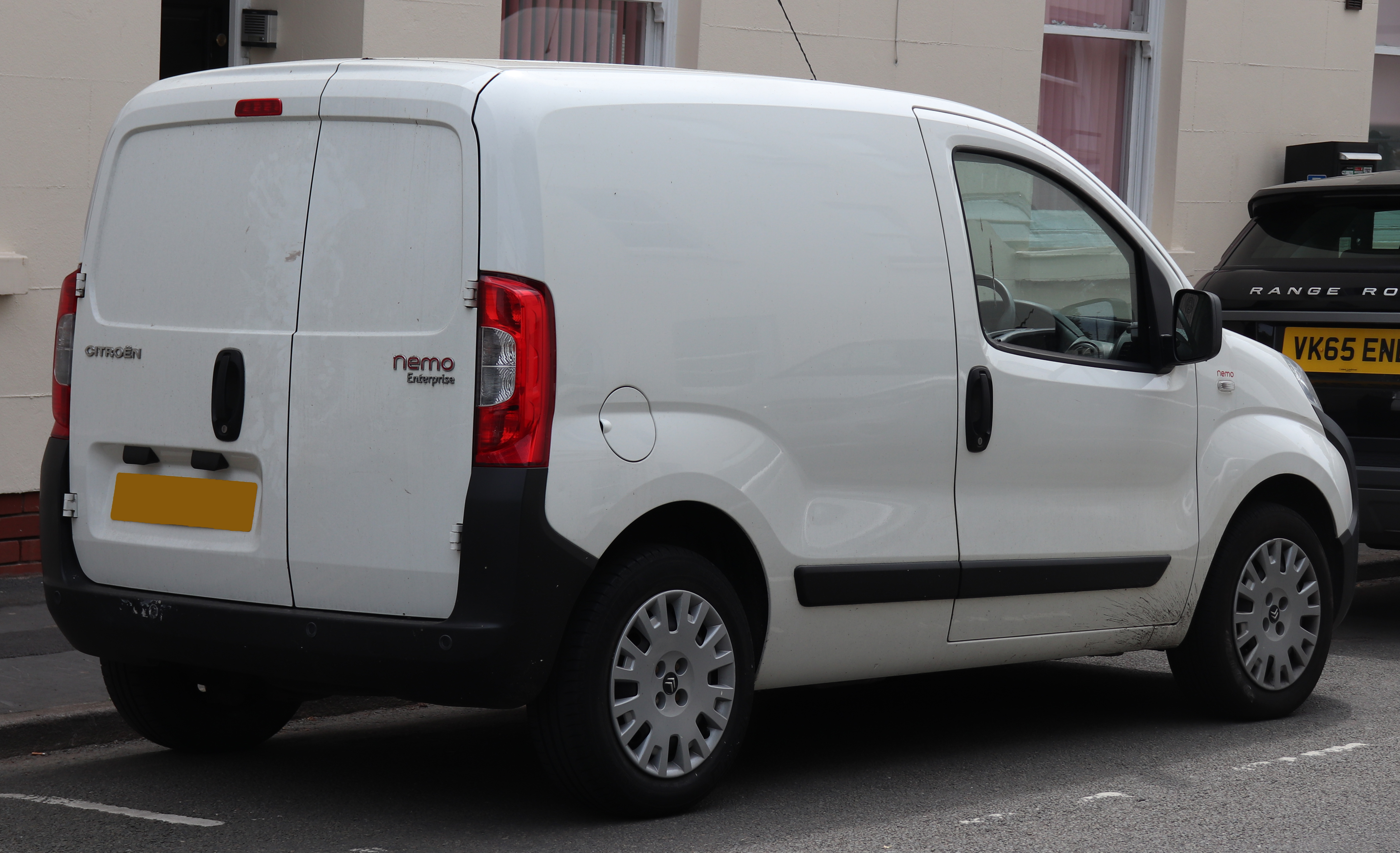
Citroën Nemo - tył

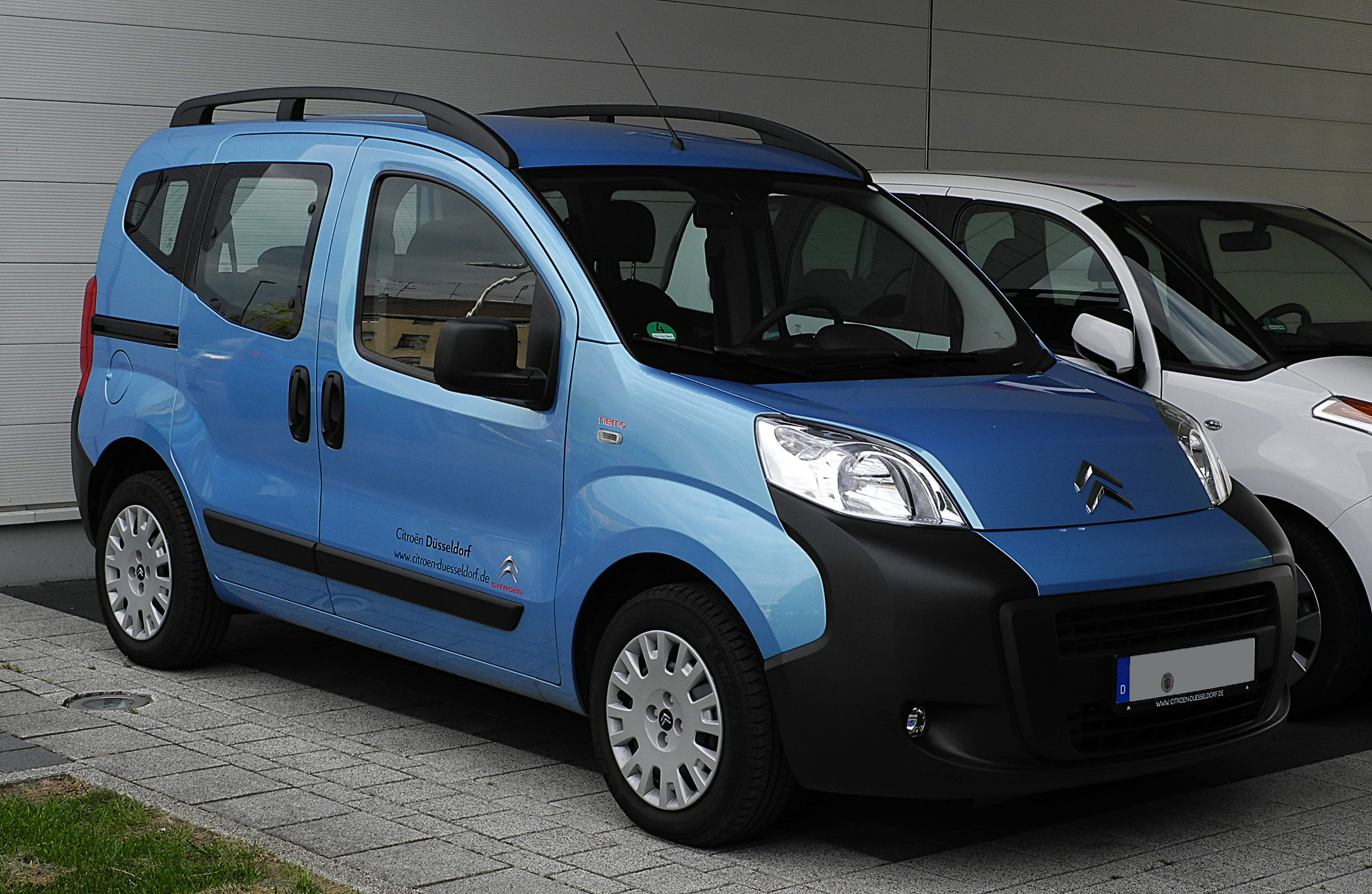
Citroën Nemo Combi

Samochód został zaprezentowany wraz z dwójką bliźniaków, czyli Peugeotem Bipperem i Fiatem Fiorino III. Prezentacja miała miejsce na targach pojazdów dostawczych zorganizowanych w Amsterdamie 2 października 2007. 
Podczas 62. Targów Samochodów Użytkowych IAA w Hanowerze (23.09-02.10.2008) Citroën Nemo – wraz z Fiatem Fiorino oraz Peugeotem Bipperem - zdobył tytuł Samochodu Dostawczego Roku (Van Of The Year 2009). Odmiana osobowa nosiła nazwę Nemo Combi.

### Wersje wyposażeniowe
- XTR
- XTR Plus
- Le Monde de Nemo
- Comfort
- Comfort Plus